# Chevrolet Fleetmaster
 (mai 2024).
La mise en forme du texte ne suit pas les recommandations de Wikipédia : il faut le « wikifier ».
Les points d'amélioration suivants sont les cas les plus fréquents. Le détail des points à revoir est peut-être précisé sur la page de discussion.
- Les titres sont pré-formatés par le logiciel. Ils ne sont ni en capitales, ni en gras.
- Le texte ne doit pas être écrit en capitales (les noms de famille non plus), ni en gras, ni en italique, ni en « petit »…
- Le gras n'est utilisé que pour surligner le titre de l'article dans l'introduction, une seule fois.
- L'italique est rarement utilisé : mots en langue étrangère, titres d'œuvres, noms de bateaux, etc.
- Les citations ne sont pas en italique mais en corps de texte normal. Elles sont entourées par des guillemets français : « et ».
- Les listes à puces sont à éviter, des paragraphes rédigés étant largement préférés. Les tableaux sont à réserver à la présentation de données structurées (résultats, etc.).
- Les appels de note de bas de page (petits chiffres en exposant, introduits par l'outil «  Source ») sont à placer entre la fin de phrase et le point final[comme ça].
- Les liens internes (vers d'autres articles de Wikipédia) sont à choisir avec parcimonie. Créez des liens vers des articles approfondissant le sujet. Les termes génériques sans rapport avec le sujet sont à éviter, ainsi que les répétitions de liens vers un même terme.
- Les liens externes sont à placer uniquement dans une section « Liens externes », à la fin de l'article. Ces liens sont à choisir avec parcimonie suivant les règles définies. Si un lien sert de source à l'article, son insertion dans le texte est à faire par les notes de bas de page.
- La présentation des références doit suivre les conventions bibliographiques. Il est recommandé d'utiliser les modèles {{Ouvrage}}, {{Chapitre}}, {{Article}}, {{Lien web}} et/ou {{Bibliographie}}. Le mode d'édition visuel peut mettre en forme automatiquement les références.
- Insérer une infobox (cadre d'informations à droite) n'est pas obligatoire pour parachever la mise en page.

Pour une aide détaillée, merci de consulter Aide:Wikification.
Si vous pensez que ces points ont été résolus, vous pouvez retirer ce bandeau et améliorer la mise en forme d'un autre article.
La Chevrolet Fleetmaster est une automobile produite par le constructeur automobile américain Chevrolet de 1946 à 1948. La série Fleetmaster comprenait la finition Fleetline qui n'était offerte qu'en carrosserie fastback 2 portes et "town sedan" 4 portes.

## Histoire

### Genèse
En 1941, Chevrolet développa une nouvelle gamme d'automobiles dotée d'un châssis inédit et d'une carrosserie plus large et contemporaine, partageant de nombreux traits avec les Pontiac, ainsi que les modèles plus compacts des marques Buick et Oldsmobile. Ces nouvelles voitures reprenaient le nom de Master (Deluxe), qui avait été introduit en 1933, et de Special Deluxe, apparu en 1940. À la fin de l'année 1941 et au début de 1942, la marque lança un modèle muni de deux carrosseries spécifiques au design plus avant-gardiste : les Chevrolet Fleetline, qui s'inséraient dans la série des Special Deluxe.

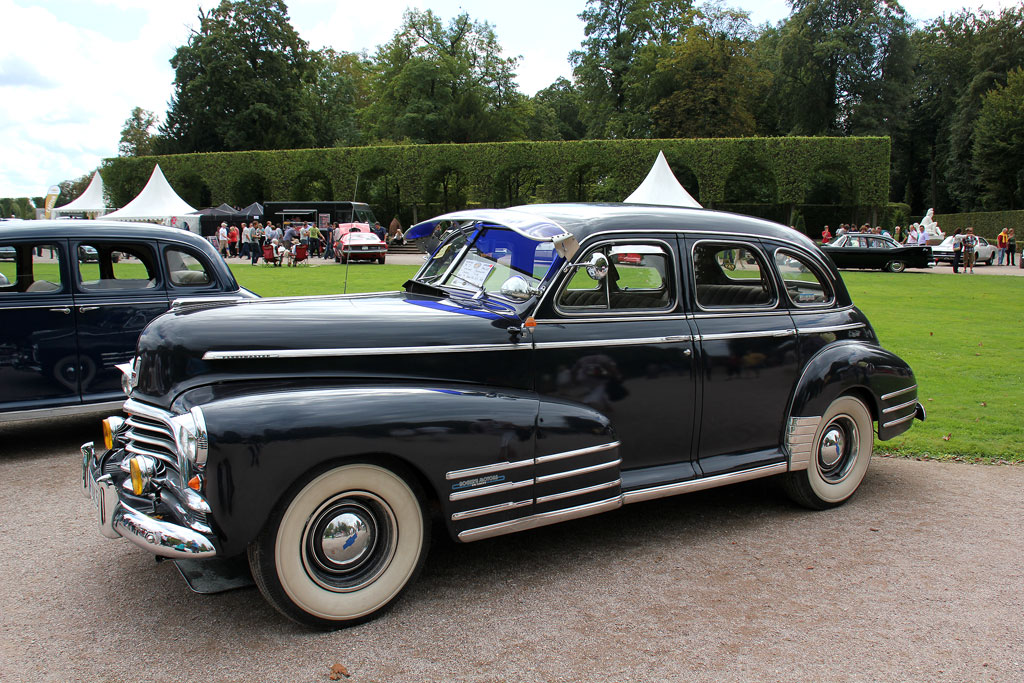
Fleetmaster de 1946. À noter les bandes chromées sur les ailes, issues des Fleetline, souvent apposées à des Fleetmaster par leurs propriétaires.

Durant les premiers mois de l'année 1942, la production automobile a été entièrement interrompue. Lorsque les constructeurs américains ont redémarré leurs activités vers la fin de l'année 1945, orientés vers une économie pacifique, ils n'ont pu offrir que des modèles antérieurs à la guerre, rénovés. Chevrolet a toutefois pris la décision de rebaptiser ses modèles Master Deluxe et Special Deluxe, qui sont respectivement devenus les Stylemaster (positionnés en entrée de gamme) et les Fleetmaster. Le nom Fleetline est resté inchangé pour ce modèle.

### 1946
Durant les premiers mois de l'année 1942, la production automobile a été entièrement interrompue. Lorsque les constructeurs américains ont redémarré leurs activités vers la fin de l'année 1945, orientés vers une économie pacifique, ils n'ont pu offrir que des modèles antérieurs à la guerre, rénovés. Chevrolet a toutefois pris la décision de rebaptiser ses modèles Master Deluxe et Special Deluxe, qui sont respectivement devenus les Stylemaster (positionnés en entrée de gamme) et les Fleetmaster. Le nom Fleetline est resté inchangé pour ce modèle.

### 1947
La Fleetmaster 2100 Series EK de 1947 a connu peu d'évolutions par rapport à son prédécesseur, la différence visuelle la plus notable étant une nouvelle calandre adoptant un motif davantage horizontal et des barres chromées aux formes plus complexes.

### 1948
La Fleetmaster 2100 Series FK de l'année 1948 a conservé une fois de plus une grande similitude avec son prédécesseur. Aucune modification substantielle n'a été apportée à sa structure extérieure, si ce n'est l'ajout d'une barre verticale au centre de sa calandre.

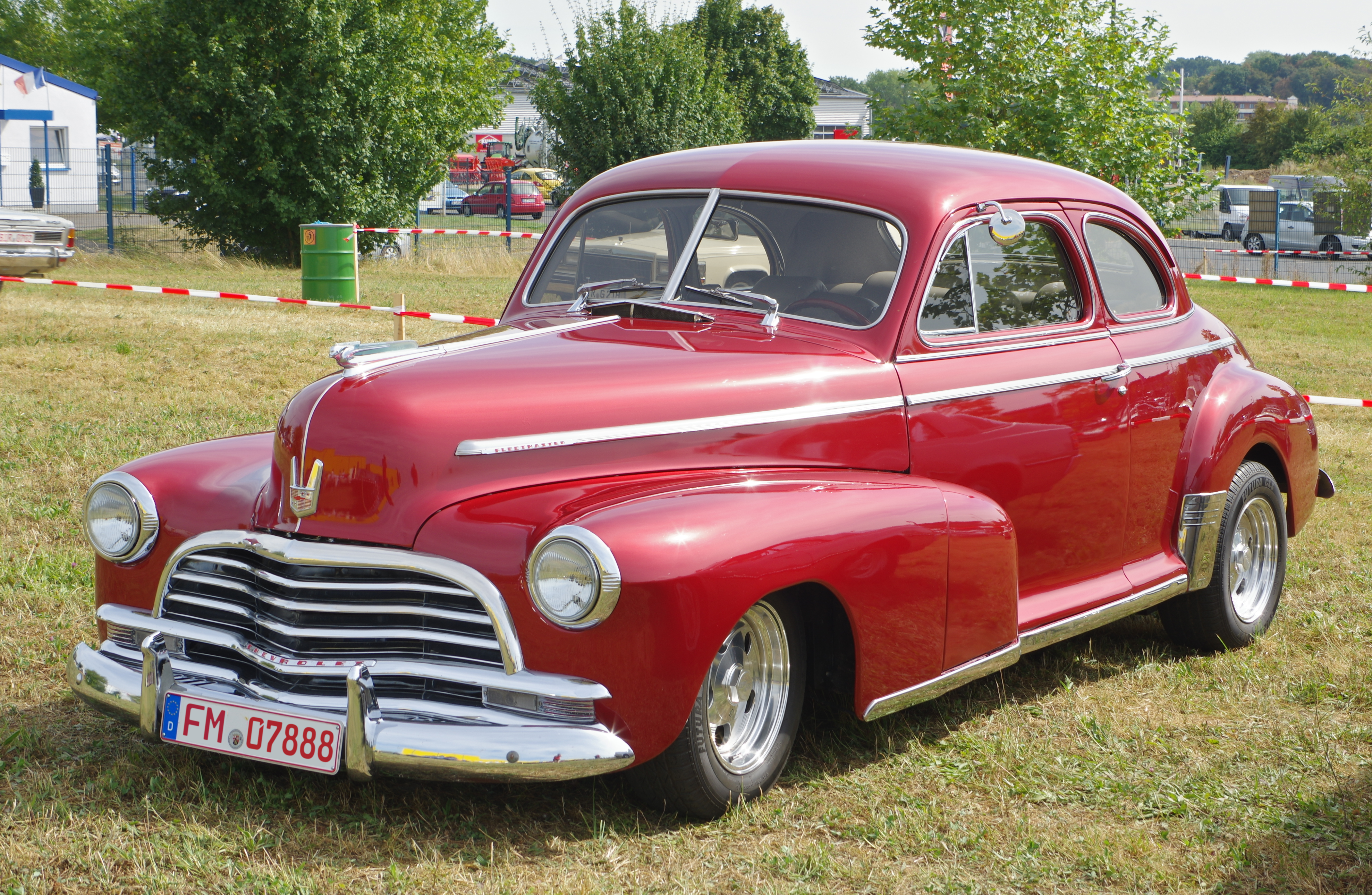
Fleetmaster coupé de 1946 (customisé).
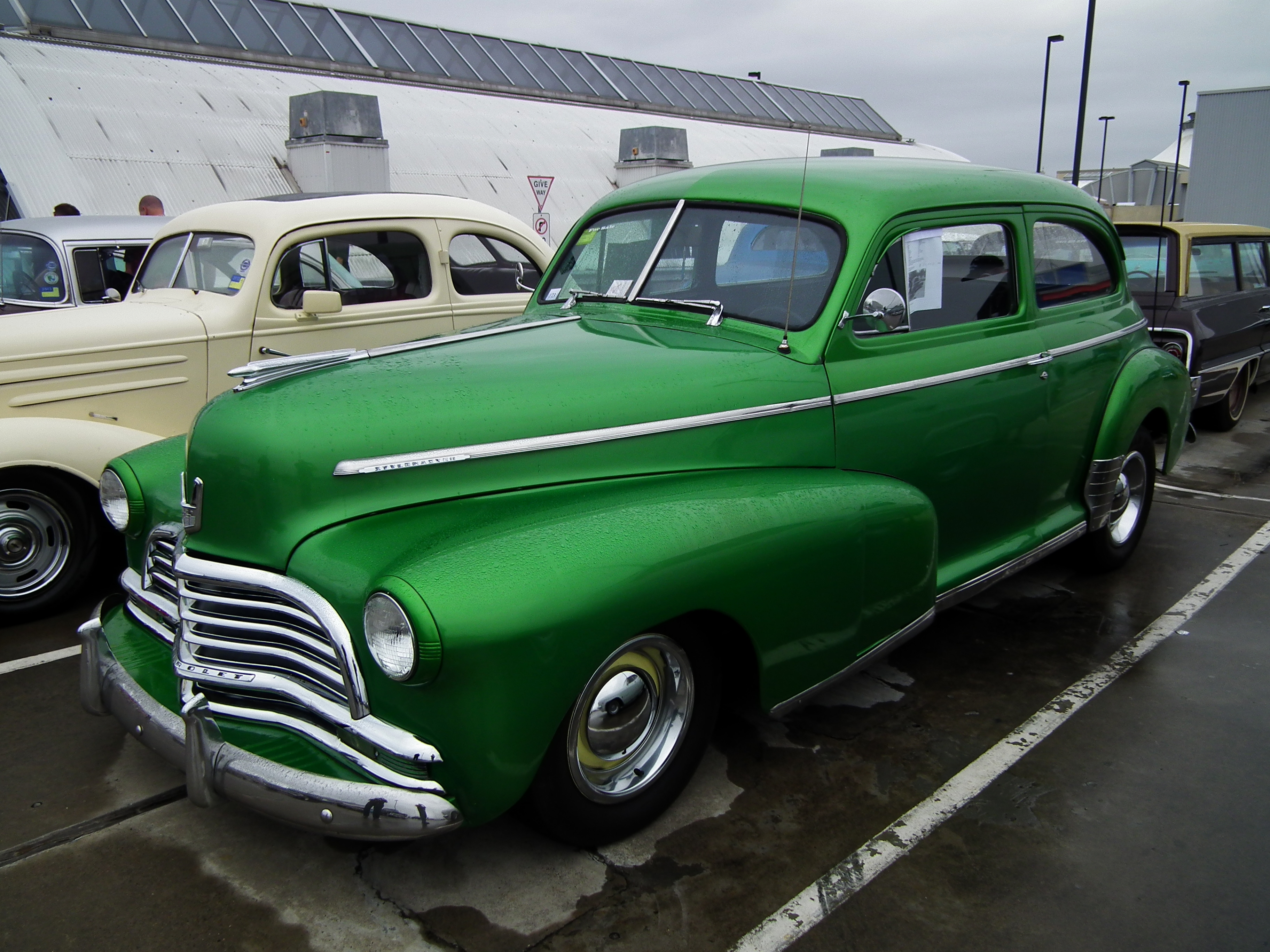
Deux portes de 1946.
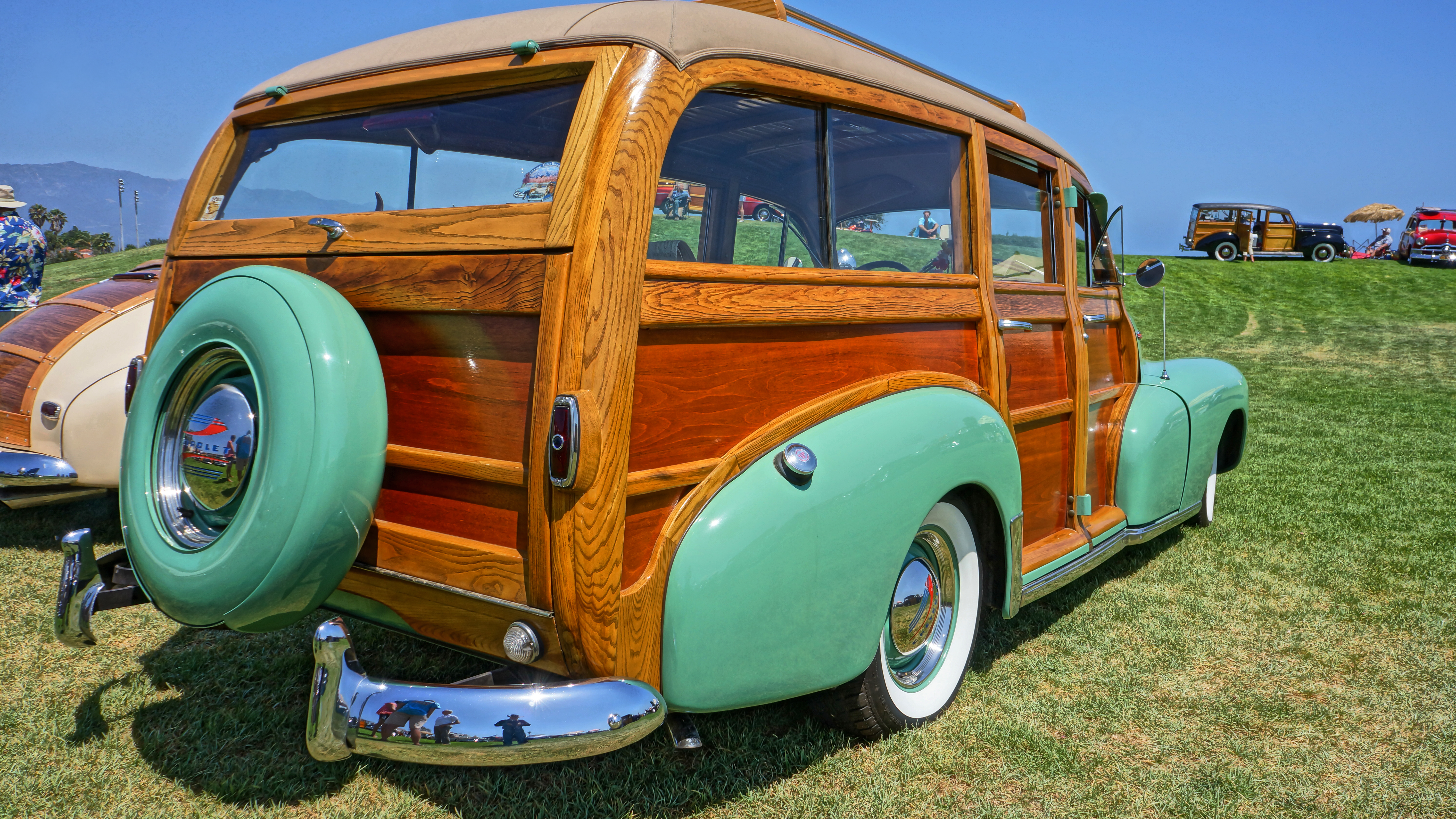
Woodie de 1946.
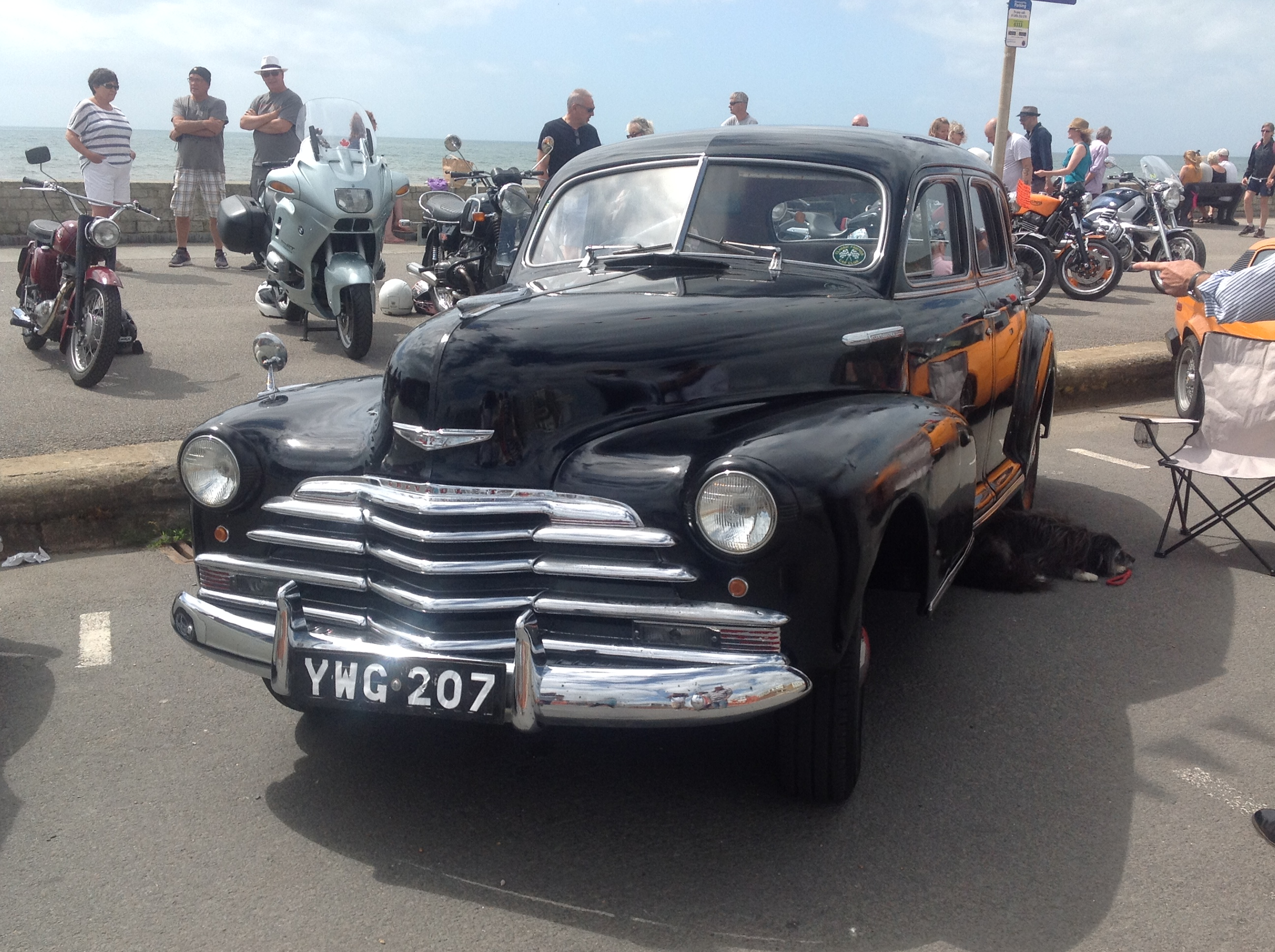
Fleetmaster 1947 en Angleterre.

### Remplacement
Pour l'année modèle 1949, la Chevrolet Fleetmaster a été remplacée par la Chevrolet Deluxe 2100 Series GK, disponible en versions Styleline et Fleetline.

## Production australienne
La Chevrolet Fleetmaster fut également produite par General Motors-Holden en Australie. À la suite de la reprise par Holden des équipements de carrosserie de ses Chevrolet de 1940, la berline australienne se distinguait de son équivalente américaine par une carrosserie élaborée par Holden, caractérisée par des portières arrière antagonistes, une lunette arrière divisée, des montants de porte plus minces, et un coffre en saillie. Les grilles de radiateur installées sur les véhicules australiens fabriqués entre 1946 et 1948 étaient identiques à celles utilisées sur les modèles américains de la même période.

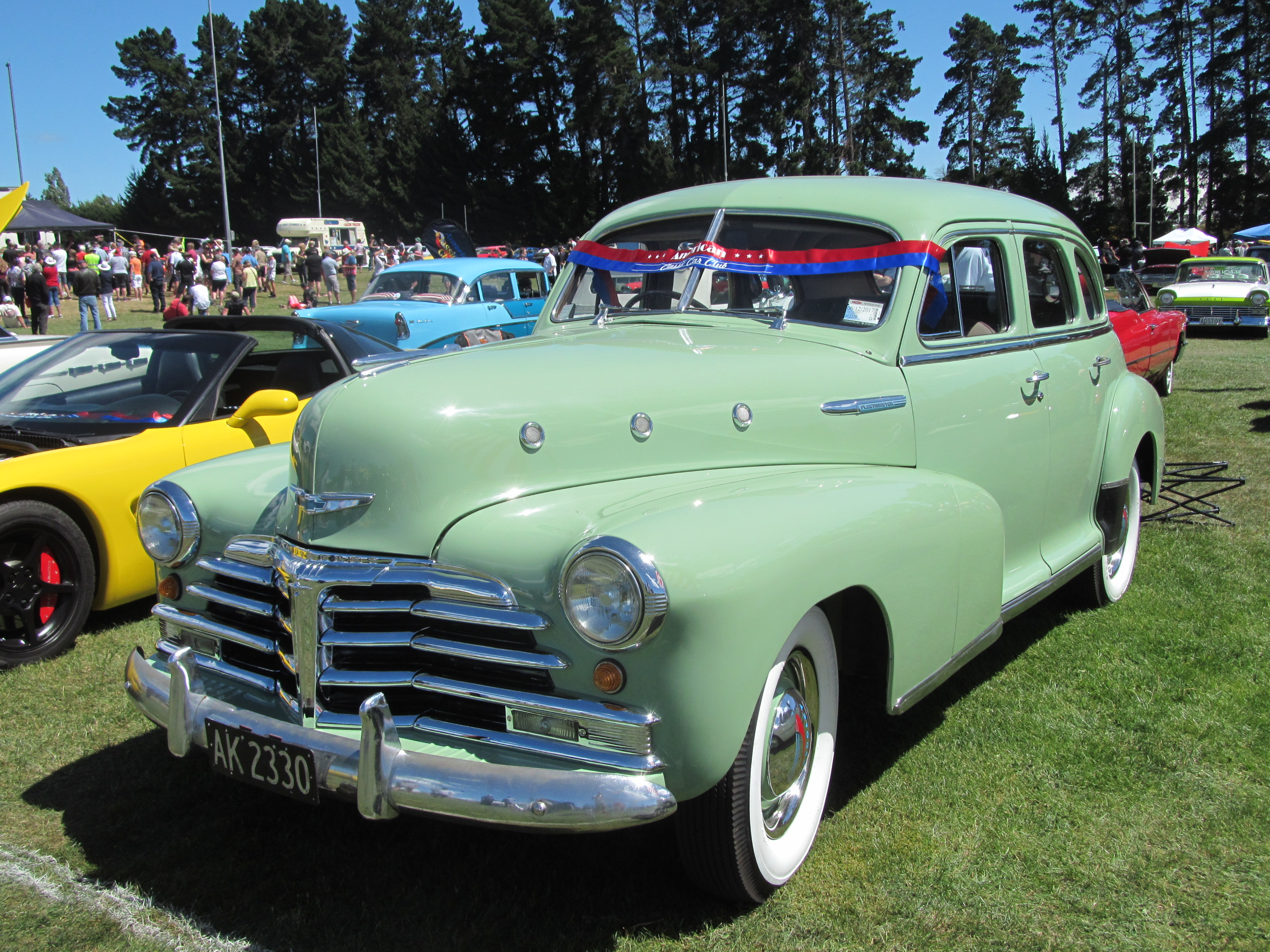
Modèle néo-zélandais, avec carrosserie normale importée du continent américain.
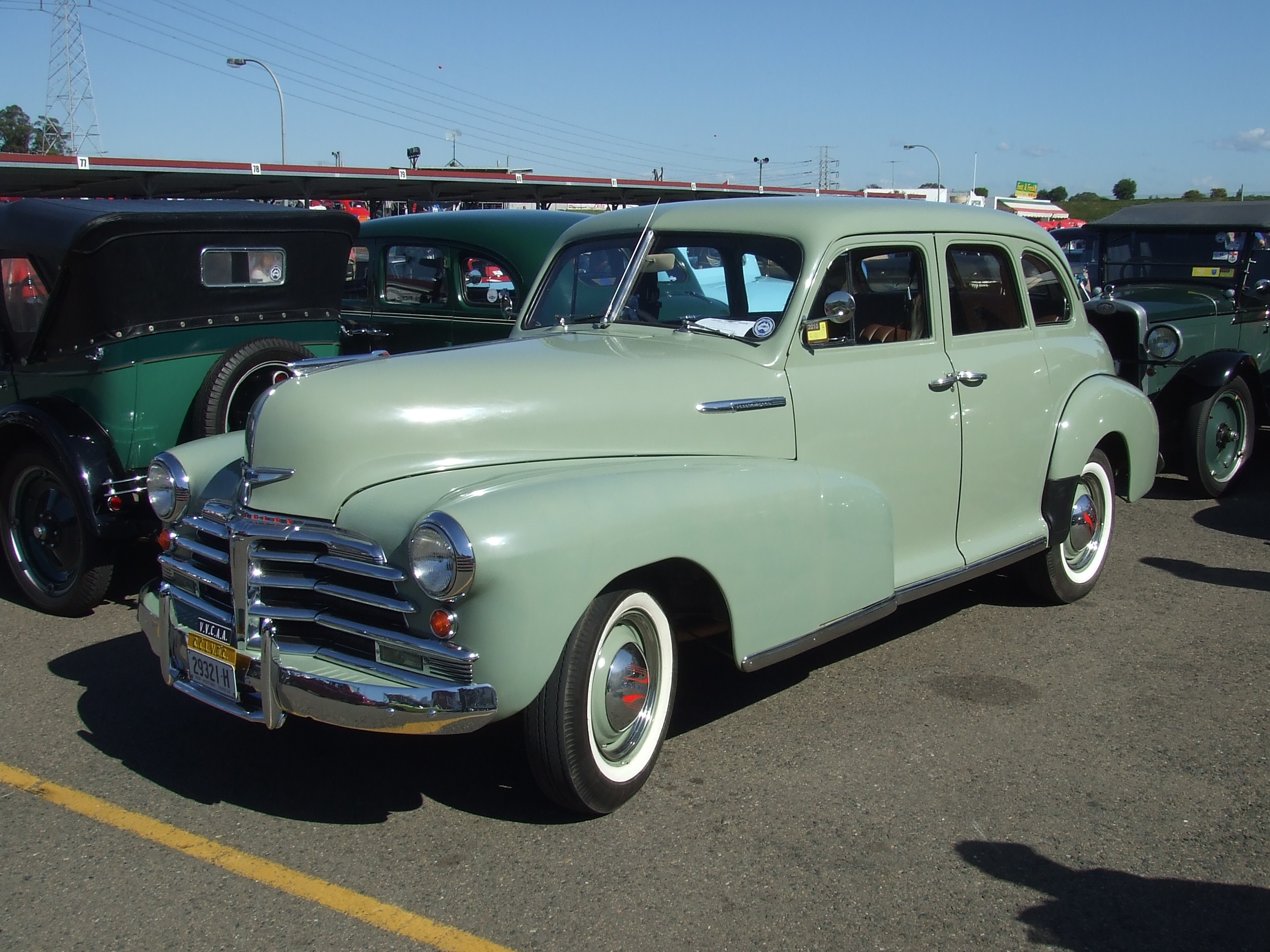
Modèle australien, avec carrosserie spécifique créée avant-guerre par Holden.
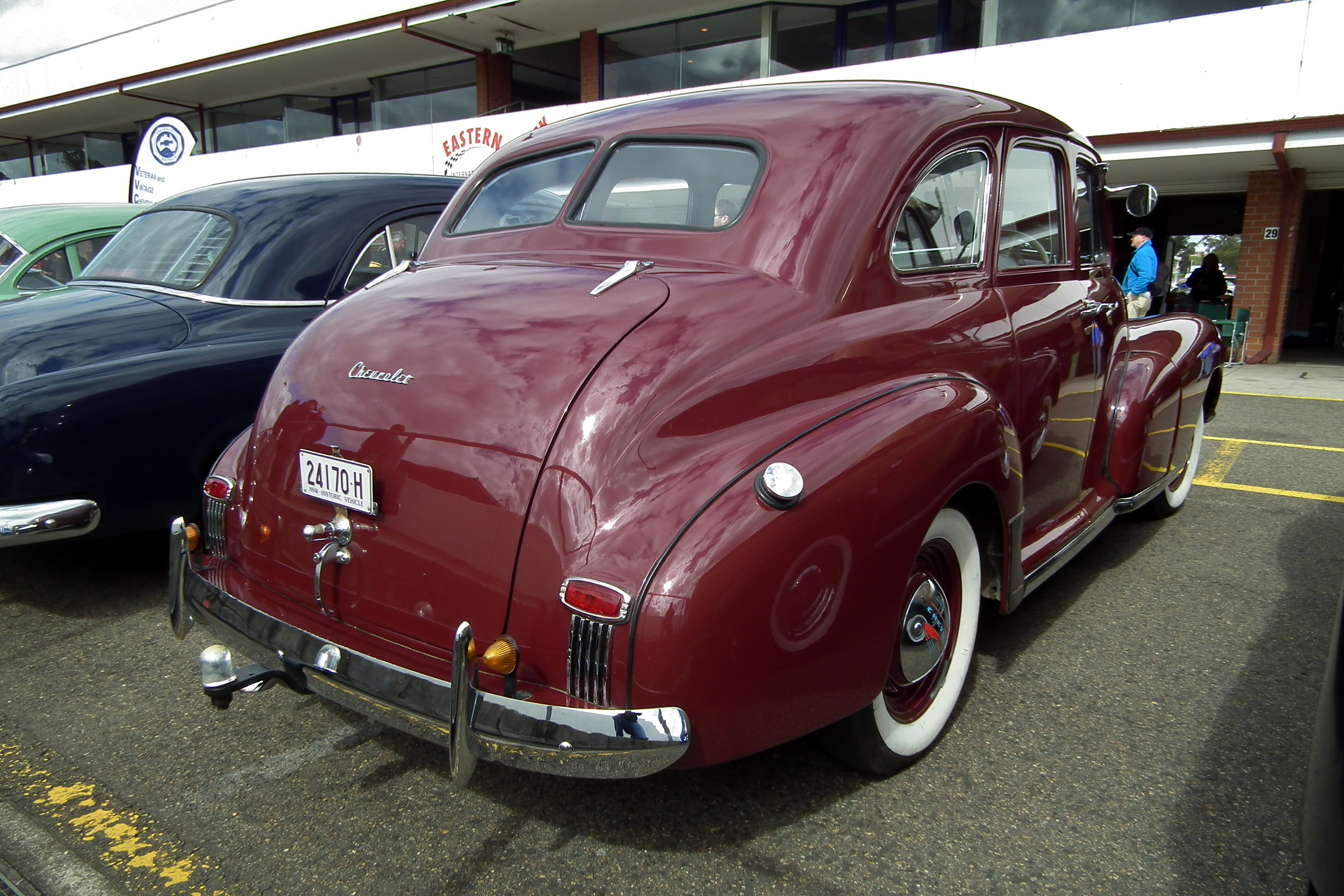
Arrière d'une Fleetmaster australienne de 1947.
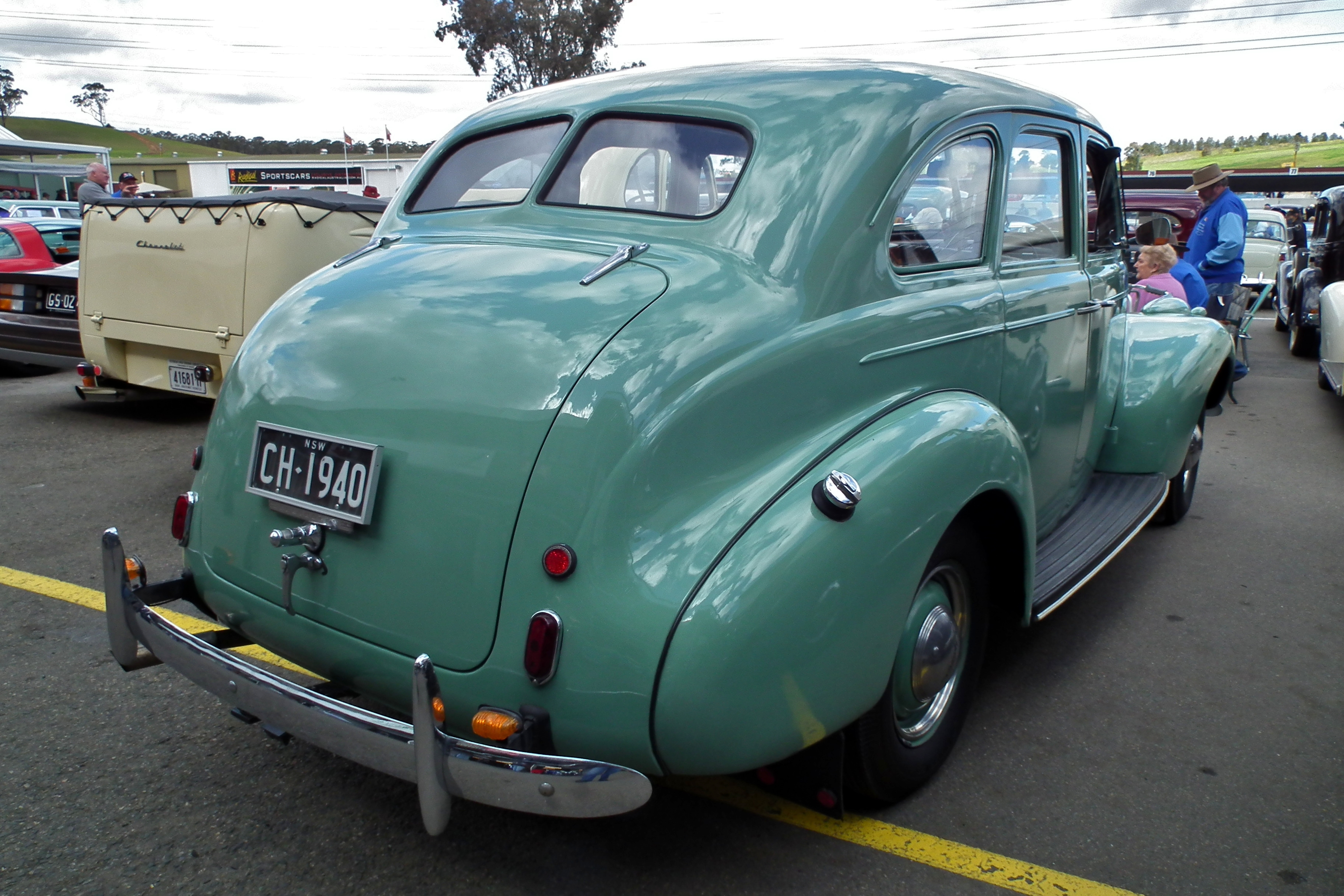
Chevolet Deluxe australienne de 1940.
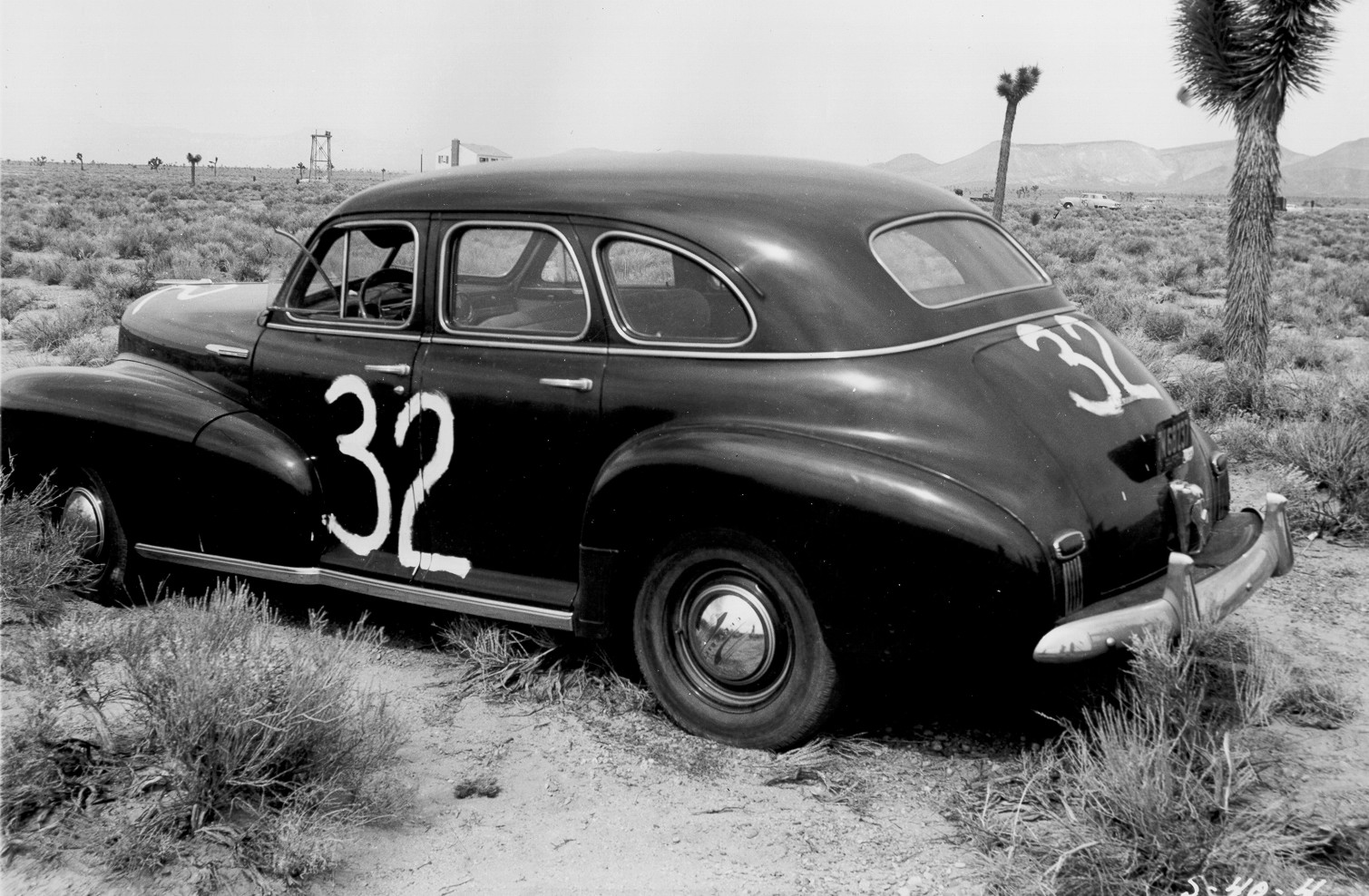
Modèle américain de 1946-48, à l'arrière complètement différent.

## Production belge

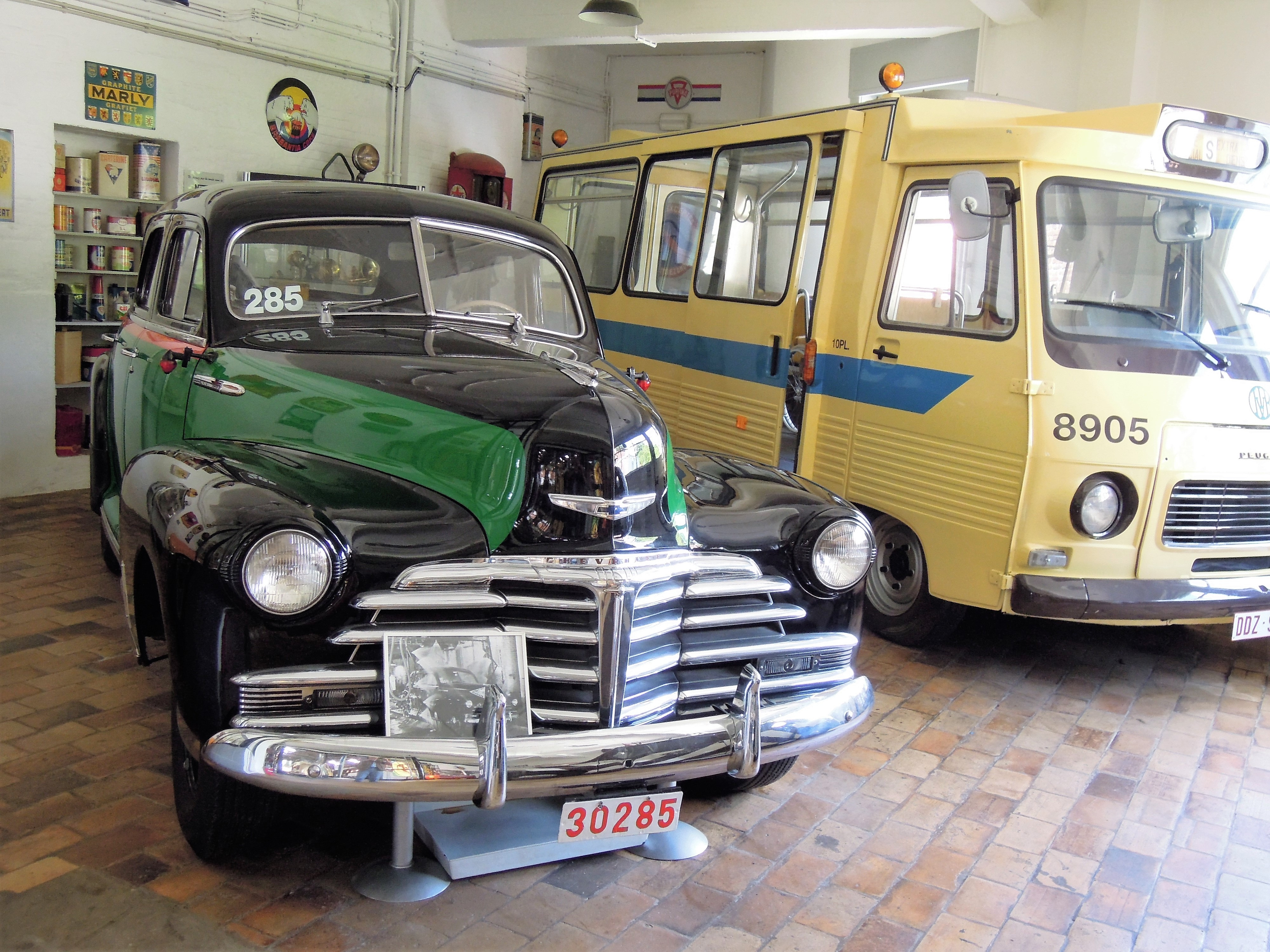
Taxi Fleetmaster 1948 préservé au Musée du transport urbain bruxellois.

L'usine General Motors Continental, sise à Anvers, a été le lieu d'assemblage de nombreuses Fleetmaster entre 1946 et 1948. Ces véhicules ont été largement acquis par les flottes de taxis, particulièrement à Bruxelles, où des escadres entières étaient composées de Fleetmaster,.,À partir de 1949, ces Fleetline ont été complétées par l'ajout de Styleline.
Une partie de la production aurait été exportée vers les Pays-Bas.[réf. souhaitée]